# A Criação

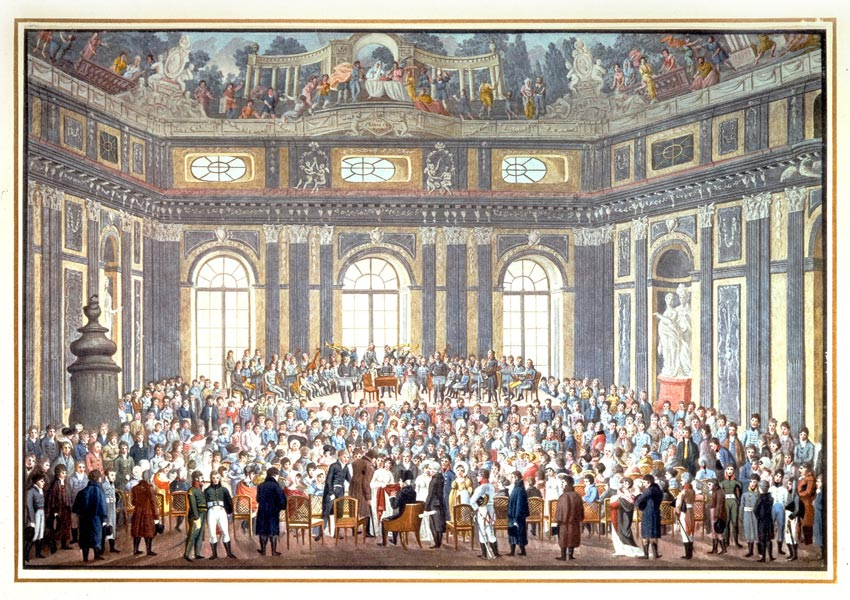
Haydn (sentado com chapéu e peruca) durante uma apresentação de "A Criação" em Viena em 1808

A Criação (Die Schöpfung) é um oratório dividido em três partes, escrito em 1797 pelo compositor austríaco Franz Joseph Haydn. Seu texto, com versões em alemão e inglês, é baseado no livro do Gênesis, no livro de Salmos e no poema O Paraíso Perdido, de John Milton. Este oratório, que faz parte do período definido como Classicismo, apresenta algumas semelhanças com o período Barroco devido ao uso do contraponto em várias passagens, como pode ser constatado nos coros Stimm an die Saiten, ergreift den Leier! (um dos mais famosos do oratório), na primeira parte, e Singt den Herren, alle Stimmen, que encerra o oratório. Ao mesmo tempo, muitos musicólogos vêem também neste oratório um prenúncio do Romantismo, especialmente na abertura sinfônica, chamada "A Representação do Caos", utilizando estruturas melódicas adotadas mais tarde por Richard Wagner, bem como a dramaticidade instrumental de algumas passagens, típicas dos poemas sinfônicos de compositores como Hector Berlioz.